# Università Jiaotong di Xi'an

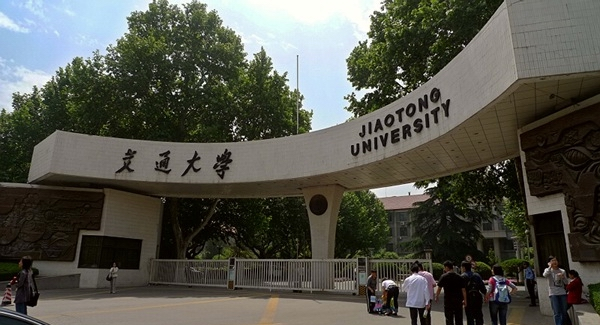
L'ingresso principale

L'Università Jiaotong di Xi'an, nota anche come Università Chiao Tung, è un'università cinese
situata a Xi'an, antica capitale della Cina, nella provincia dello Shaanxi. È una delle più prestigiose università della Repubblica Popolare Cinese, membro della Lega C9.
È chiamata colloquialmente Xi Jiao Da (西交大), Jiao Da (交大) o XJTU.

## Storia
Il predecessore dell'Università Xi'an Jaotong è stata l'Università Pubblica Nanyang, fondata a Shanghai nel 1896.
Nel 1905, fu trasferita al Dipartimento del Commercio e cambiò nome in Alta Scuola Industriale.
Nel 1906 passò al Dipartimento delle Trasmissioni Postali e cambiò ancora nome in
Alta Scuola Industriale del Dipartimento delle Trasmissioni Postali.
Nel 1911, allo scoppio della Rivoluzione Xinhai, la scuola fu chiamata Grande Università Nanyang;
dopo la nascita della Repubblica di Cina nel 1912, l'università passò al Dipartimento del Traffico e cambiò ancora nome in
Scuola Speciale Industriale di Shanghai del Dipartimento del Traffico.
Nel 1921 fu fondata l'Università  Jiaotong unendo la Scuola Speciale Industriale di Shanghai,
la Scuola Speciale Industriale di Tanghsan, la Scuola Gestionale Ferroviaria di Beiping e
la Scuola delle Poste e Telecomunicazioni di Beiping.
Nel 1928 il Guomindang riorganizzò l'Università Jiaotong in tre scuole: Shanghai, Tangshan, Beiping.
La sede principale era a Shanghai e il controllo era del Dipartimento delle Ferrovie.
Durante la Guerra sino-giapponese l'Università Jaotong si spostò nella Concessione Francese di Shanghai e nel 1940 fu aperta una nuova sede a Chongqing.
Nel 1941, per evitare che il governo della Repubblica di Nanchino prendesse il controllo della scuola, si cambiò nome in
Università Privata Nanyang. Tuttavia, nel 1942, il governo fantoccio di Wang Jingwei prese il controllo della Scuola di Shangahi. La scuola di Chongqing, rimasta sotto il controllo del Guomindang divenne la sede principale.
Al termine del conflitto, nel 1946, le scuole si riunirono nella Università Pubblica Jiaotong.

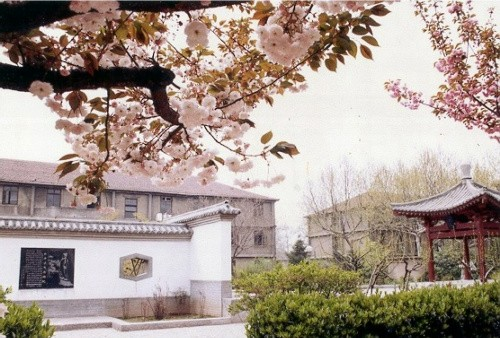
Vecchio dormitorio (1998) e casa del Poeta Bai Juyi (Dinastia Tang).

Nel 1955, dopo la fondazione della Repubblica Popolare Cinese, il Consiglio di Stato decise di spostare a Xi'an
l'Università Jiaotong per promuovere l'istruzione nelle provincie occidentali del paese.
Nel 1957, l'ateneo fu diviso in due e la maggior parte dei dipartimenti, dei libri, degli strumenti, degli insegnanti, degli studenti e dello staff si spostò a Xi'an.
Nel 1959 il Consiglio di Stato deliberò la nascita di due atenei indipendenti: l'Università Jiaotong di Xi'an
l'Università Jiao Tong di Shanghai.
Ben presto la Jiaotong di Xi'an fu una delle Università chiave cinesi. Successivamente fu una delle poche a svilupparsi in accordo al settimo e all'ottavo Piano Quinquennale. Fu anche una delle università ad entrare nel Progetto 211.
Nel Progetto 985 è inclusa nel secondo livello, ovvero tra le università più prestigiose della Cina e di notorietà internazionale.
Nel 2000, la Jiaotong di Xi'an si fuse con l'Università Medica di Xi'an e con l'Istituto di Finanza ed Economia dello Shaanxi.

## Presente

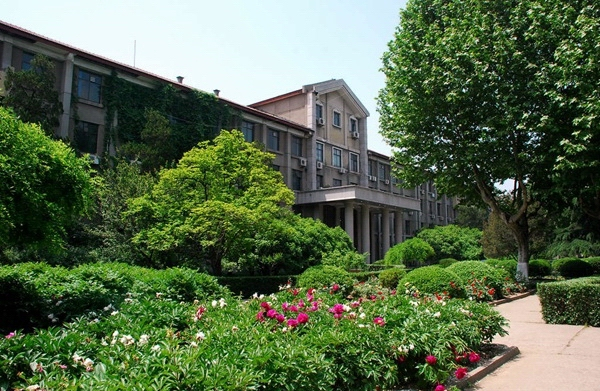
Old center building (2009)

La Jaotong ha oggi circa 32000 studenti e offre 199 corsi di laurea e 114 programmi di dottorato nelle discipline
scientifiche, ingegneristiche, mediche, economiche, gestionali, giuridiche, artistiche, letterarie. È membro della Lega C9, la cosiddetta Ivy League cinese delle nove università più prestigiose.
Secondo le graduatorie del Ministero Cinese dell'Educazione, la Jaotong è al massimo livello nelle discipline gestionali, amministrative e nell'ingegneria energetica.
La Scuola di Management è generalmente considerata una delle migliori del paese.

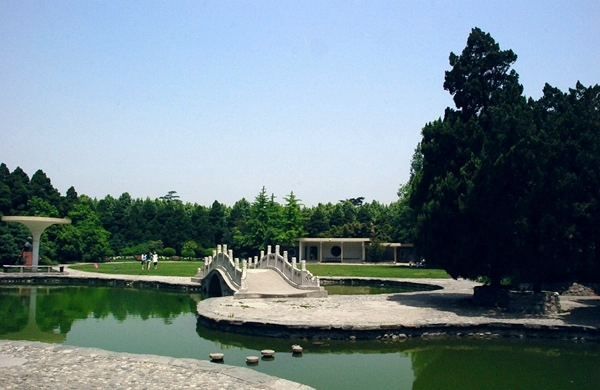
Il campus principale: il giardino orientale

La Jiaotong copre una superficie di 166 ha. Ai due campus storici, il campus principale (Xingqing) e il campus medico,
si è recentemente aggiunto il nuovo campus Qujiang a sud est del campus principale.

### Collaborazioni internazionali
In collaborazione con l'Università di Liverpool, nel 2006 ha fondato a Suzhou l'Università Xi'an Jaotong-Liverpool (XJTLU). Questo nuovo ateneo, oggi indipendente, è stato il primo ateneo sino-britannico approvato dal Ministero Cinese dell'Educazione.  Le discipline insegnate includono, Elettronica, Telecomunicazioni, Informatica e Gestione. A regime, l'ateneo dovrebbe avere circa 10000 studenti.
In collaborazione con l'Università del Texas ad Arlington è attivo un Executive Master of Business Administration (EMBA), l'unico della Cina nord-occidentale. Il corso è aperto a studenti laureati con almeno cinque anni di esperienza lavorativa e almeno due di esperienza gestionale.
Il corso è tenuto principalmente in Inglese da istruttori americani con alcuni corsi aggiuntivi in Cinese e prevede un anno e mezzo di addestramento on-the-job.
Nel 2009, la Jiaotong è stata riconosciuta dal Consiglio Medico e Dentistico del Pakistan.

### Scuola di Medicina
La Scuola di Medicina era in origine la Scuola di Medicina della Università Nazionale di Pechino, fondata nel 1937.
Divenne l'Università Medica di Xi'an nel 1985 e, nel 2000, si è affiliata alla Jiaotong diventando ufficialmente la Scuola di Medicina della Università Jiaotong di Xi'an. È l'unica università medica direttamente dipendente dal Ministero della Salute nella regione nord occidentale, nonché branca dell'Accademia Cinese delle Scienze Mediche.
La Scuola eroga corsi vari di laurea, tra i quali Medicina Clinica, Odontoiatria, Assistenza Infermieristica, Giurisprudenza Medica, Medicina Preventiva, Farmacologia, Ingegneria Biomedica.
Dal 1995 la Scuola accoglie studenti internazionali, principalmente da Pakistan, Nepal, India, Maldive, Canada, Iran, Sudan USA.

### Insegnamento a distanza
Col decimo Piano Quinquennale, dal 2001, la Jiaotong ha attivato corsi a distanza con l'apertura della Internet Education School (IES), una delle prime 15 scuole online autorizzate dal Ministero Cinese dell'Educazione. Il sistema comprende courseware multimediale per più 100 corsi a distanza fruibili tramite satellite in oltre 50 sedi in varie parti della Cina. I corsi sono seguiti da alcune migliaia di studenti di informatica, assistenza infermieristica, gestione aziendale, legge ed economia.
Sono attive varie collaborazioni e condivisioni di corsi a distanza con l'Università Nazionale Chiao Tung di Taiwan, con l'Università Jiao Tong di Shanghai e con l'Università dello Zhejiang.